# 장충범충신문 및 신도비
장충범충신문 및 신도비는 충청북도 음성군 음성읍에 있다. 2006년 11월 14일 음성군의 향토문화유적 제21호로 지정되었다.

## 개요
이 충신문은 장충범의 충절을 기리기 위하여 1857년(철종 8년)에 명정되어 세운 정려각으로, 정면 1칸, 측면 1칸의 겹처마 맞배지붕 목조기와집이며 양옆에 풍벽을 달고 사면은 홍살로 막았다.